# Farbenfabrik zu Neuwerk bei Oelze
Die Farbenfabrik zu Neuwerk bei Oelze war eine Farbenfabrik in Katzhütte (Thüringen), die von 1830 bis 1991 existierte.

## Geschichte

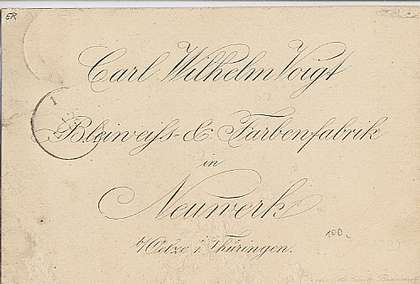
Eine Aktie der Firma aus dem Jahr 1870.

Die Fabrik wurde 1830 von Heinrich Voigt und Friedrich Wilhelm Heuäcker in Katzhütte gegründet. Zunächst wurden nur Bleiweißfarben produziert. Rohstoffgrundlagen waren die reichlichen Vorkommen an Ocker, Schwerspat und Gips im Thüringer Raum. Als Energiequelle dient die Wasserkraft der Oelze. Im Jahre 1852 verkaufte Friedrich Wilhelm Heuäcker seine Firmenanteile an seinen Sohn Carl Wilhelm Voigt (siehe Bild). Ein Brand zerstörte 1869 die Fabrik, jedoch wurde sie in der Folgezeit wieder aufgebaut. Oskar Voigt mischte 1870 erstmals zwei neue Farben, die fortan im Werk produziert wurden und giftfrei waren: das Antizinnober und das Granatrot. Verwendung fanden diese Farben für die Spielzeug- und die Papierindustrie. 1888 wurde, um die Kapazität zur Produktion von Bleiweiß zu erhöhen, ein weiteres Fabrikgebäude eröffnet. Es beinhaltete neben zwei Kammern auch eine Bleigießerei sowie eine Bleiniederlage. Eine weitere Effizienzsteigerung erfolgte durch die Anschaffung einer Dampfmaschine und eines Rohölmotors im Jahr 1891. Im Jahre 1903 wurde ein neues Kesselhaus errichtet, das Elektrizität für die Fabrik und den Ort Oelze produzierte. In der Zeit zwischen Erstem Weltkrieg und 1929 setzte ein Aufschwung ein, der der Fabrik gute Umsätze und steigende Absätze bescherte. Das 100-jährige Bestehen der Fabrik konnte schließlich 1930 gefeiert werden.
1945 wurde auch die Farbenfabrik enteignet, was dazu führte, dass Carl Wilhelm Voigt schließlich 1953 nach Westdeutschland umsiedelte. Im Jahr 1955 ging die Unternehmensleitung von der sowjetischen Treuhand in die Hände der VEB Farbenfabrik Katzhütte über. Damals arbeiteten etwa 60 Beschäftigte in der Fabrik. Damals waren die Produktionsanlagen veraltet und man dachte über eine Werksschließung nach. Jedoch wurde die Produktion aufgrund des hohen Bedarfes der Buna-Werke in Schkopau an organischen Verschnittpigmenten, die zur Färbung von Kautschukprodukten dienten, aufrechterhalten. Im Jahr 1960 wurde der Betrieb grundlegend modernisiert. Es erfolgte die Anlage eines Maschinenraumes, einer Säureanlage und einer Nassfarbenabteilung. Im selben Jahr wurde die Fabrik mit dem VEB Bleifarbenwerk Ohrdruf zusammengelegt. Nun wurden die Bleichromate ausschließlich in Ohrdruf produziert. In Katzhütte wurden fortan Teigfarben für Buntpapier und Buntfarben als Lackausgangsstoff hergestellt. Die Anlage eines Klärbeckens für die Abwässer erfolgte 1968/1969. 1969 wurde auch ein Heizkraftwerk in Betrieb genommen, das neben der Fabrik auch das Haus des Volkes und die Sporthalle von Katzhütte beheizte. Im Jahr 1980 konnte schließlich das 150-jährige Betriebsjubiläum gefeiert werden. Infolge der politischen Wende des Jahres 1990 musste die Fabrik am 31. März 1991 ihre Produktion einstellen. Der Abriss einiger Teile des Werkes erfolgte 1994/1995.

## Arbeitsalltag
Vor 1965 transportierten die Arbeiter die Rohstoffe und Fertigprodukte von Hand und mit einfachen Hilfsmitteln wie zum Beispiel Sackkarren und so genannte „Schiefe Ebenen“, also schräge Auffahrten zu einer Rampe. Von dieser Rampe aus wurden die LKW beladen. In der Buntfarbenabteilung wurden Papiersäcke zwischen 40 kg und 75 kg Füllmenge transportiert. Dies geschah von Hand durch die Arbeiter.
Für die Zulieferung von Rohstoffen gab es zwei Transportmöglichkeiten, per Bahn oder per LKW. Per Bahn: Ein Güterwaggon, mit den Rohstoffen beladen, fuhr an die Endladerampe des Güterbahnhofes in Katzhütte. Der Waggon wurde dann mit Hilfe von Sackkarren entladen und der bereitgestellte LKW wurde gleichzeitig beladen. Im Betrieb angekommen wurde der LKW wieder von Hand über eine Rampe mit „Schiefer Ebene“ entladen und im Rohstofflager der Buntfarben zwischengelagert. Zum Teil wurden die bis zu 75 kg schweren Säcke auf dem Rücken der Arbeiter vom LKW in das Rohstofflager getragen. Per LKW: Hier entfiel lediglich der Zwischentransport vom Bahnhof zur Fabrik, ansonsten lief der Arbeitsvorgang ähnlich ab.
Beim Abtransport der produzierten Waren wurde genauso verfahren. Auf einen Güterwaggon passten bis zu 40 Tonnen Fertigprodukte. Diese wurden ebenfalls von ca. 3–4 Arbeitern per Hand in den Waggon geladen. Dazu war eine Zeit von etwa vier Stunden erforderlich.
Pro Tag produzierte ein Arbeiter etwa vier Tonnen Buntfarben. In der Teigfarbenabteilung hatten die Arbeiter die gleichen Transportprozesse zu bewältigen. In den chemischen Prozessen der Teigfarbenabteilung produzierte ein Arbeiter pro Tag etwa eine Tonne Fertigprodukte.
Nach 1965 begann im Betrieb eine Umstrukturierung der Transportvorgänge und technologischen Prozesse. Eingeführt wurde der Europalettenverkehr. Alle Paletten waren genormt, damit sie eine Einheitsgröße besaßen. Der Transport erfolgte per Gabelstapler. Sie halfen sowohl im produktiven Bereich als auch zur Lösung des innerbetrieblichen und außerbetrieblichen Transportes.
Der Sackkarren wurde durch die palettierte Ware abgelöst. An dessen Stelle trat der Hubwagen bis hin zum Elektrohubwagen. Die Rampen und „Schiefen Ebenen“ wurden dadurch ebenfalls abgelöst. Diese Veränderungen brachten eine Erleichterung der körperlichen Arbeit um 50 % und damit war auch eine Steigerung der Produktion verbunden, da nun mehr Arbeiter in der Produktion tätig sein konnten. Zu gleicher Zeit, mit gleicher Personalstärke wurden nach 1965 ca. 10.000 t Buntfarben pro Jahr hergestellt. Die produzierte Menge der Teigfarben blieb bis zum Ende der Betriebsgeschichte konstant.

## Der Betrieb nach der Wende

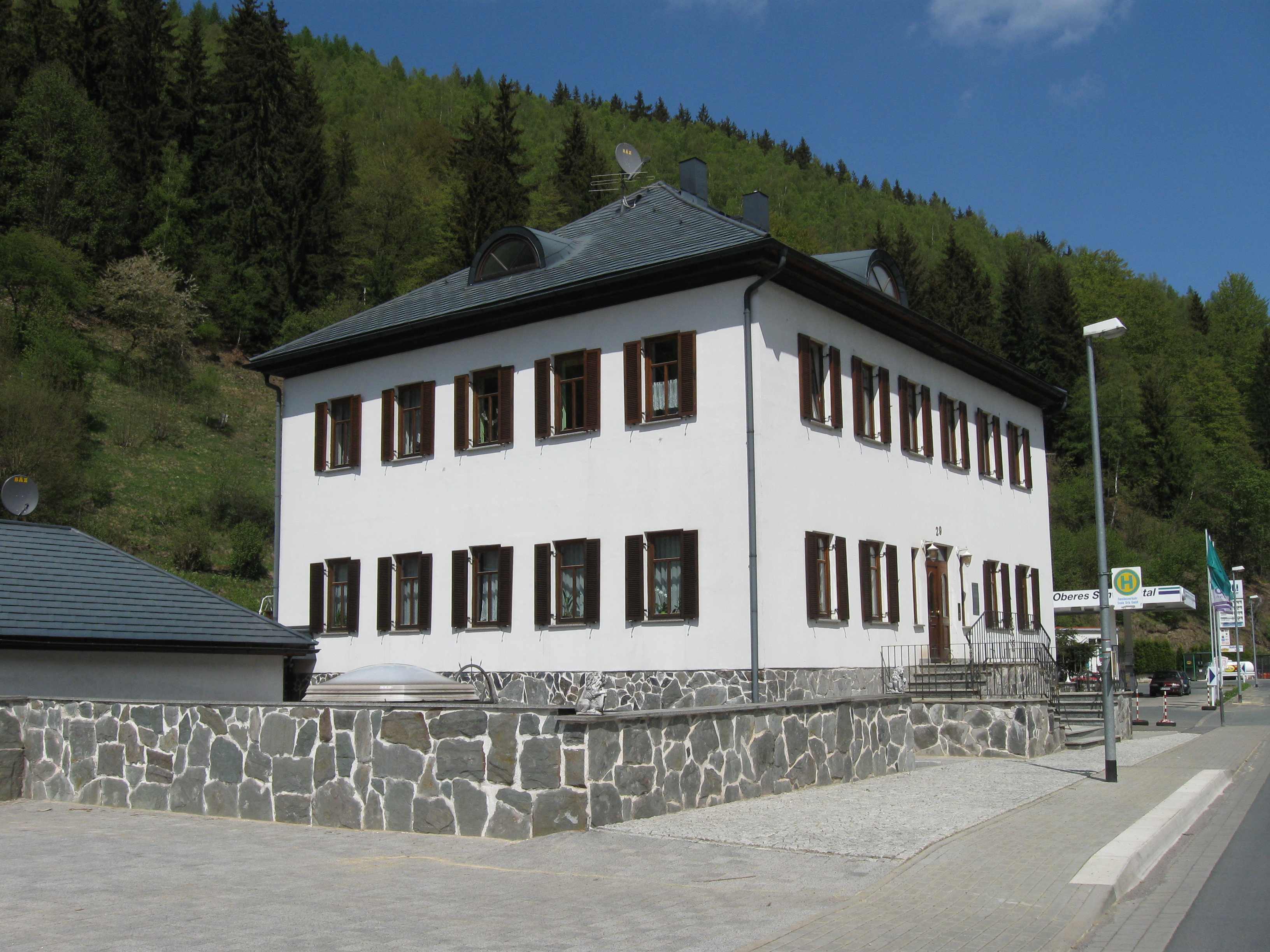
Ehemalige Voigtsche Villa

Im Laufe der Betriebsgeschichte wurden viele technische Veränderungen vorgenommen. Trotzdem war die Arbeit immer sehr hart. Nach der Deutschen Wiedervereinigung war der Betrieb nicht mehr marktfähig. Dies lag an dem baulichen Zustand und an der Produktionspalette. Technisch war der Betrieb, gemessen an Westdeutschland, auf dem Stand von 1960. Schon zu DDR-Zeiten war oft die Rede davon, dass der Betrieb geschlossen werden solle, doch erst am 31. März 1991 kam das Aus für das Farbenwerk.
In den 1980er Jahren wurden pro Jahr etwa 10.000 Tonnen Buntfarben und etwa 250 Tonnen Teigfarben hergestellt. Betrachtet man die gesamte Fabrikgeschichte, so kommen noch einmal 150 Tonnen Eisenoxidgelb, 50 Tonnen Eisenoxidrot, 350 Tonnen Chromgelb, 150 Tonnen Chromgrün und 250 Tonnen Bleiweiß pro Jahr hinzu.
Die denkmalgeschützte Villa wurde verkauft und saniert. Ebenfalls wurde auf dem Gelände eine Tankstelle mit Waschanlage und Kfz-Werkstatt gebaut. Weiterhin wurden ein Sanitärgeschäft sowie ein Lager eines Küchenanbieters errichtet.
Koordinaten: 50° 32′ 53″ N, 11° 2′ 8″ O